# 阪神高速8號京都線
阪神高速8號京都線（日语：／ Hanshin kōsoku 8 gō Kyōto sen */?）是一度存在於日本京都府京都市的阪神高速道路路線。
2019年4月1日起，鴨川東交流道以西改由西日本高速道路管理並編入第二京阪道路，山科出入口 - 鴨川東交流道間則交由京都市政府管理並免費開放。

## 概要
本道路是京都市第一條都市高速道路，2011年3月時全線通車也是京都市唯一的都市高速道路。本道路被指定為地域高規格道路的計畫路線「京都高速道路」。通車後，行駛南北走向的國道1號經過南區以及伏見區時，周邊塞車狀況已大幅度好轉。

### 路線名
本路線正式名稱為京都市道高速道路1號線及和京都市道高速道路2號線，道路法上屬於市道。路線稱呼、隧道、各出入口名稱在2007年8月28日決定。
京都市道高速道路1號線
京都市山科區西野山櫻之馬場町（山科出入口）至同市伏見區深草西川原町（鴨川東出入口）總長為2.8公里的路段。基本計畫的路線名為新十條通。
京都市道高速道路2號線
京都市伏見區深草西川原町（鴨川東出入口）至同區向島大黒（第二京阪道路連接部）總長7.3公里的路段。基本計畫的路線名為油小路線。
此外，2008年上述兩路段通車時連接此兩路段之鴨川東出入口 - 上鳥羽出入口總長1.9公里的油小路線斜久世橋路段仍在施工。

### 獨立通行費設定
本路線不直接連接其他阪神高速道路路線，因此通行費設定（收費圏）也獨立於其他地方。因此，往來兩地區可經由一般國道或者利用其他收費道路(需另繳通行費，如第二京阪道路、近畿自動車道、京滋繞道、名神高速道路）。

### 管轄移轉
從近畿圈高速公路通行費體系的整理、統一與路網整備的觀點出發，國土交通省於2016年12月公告「近畿圈高速公路新通行費相關具体方針（案）」，提出了鴨川東出入口 - 第二京阪道路連接部間（油小路線）移轉至西日本高速道路轄下，與第二京阪道路一元化管理，山科出入口 - 鴨川東出入口間（新十条通）則交由京都市府管理並免費開放的方針。依據該方針，於2017年3月31日變更日本高速道路保有、債務返還機構與阪神高速道路、西日本高速道路間的協定，確定「阪神高速道路8号京都線」營運至2019年3月31日為止，隔日（4月1日）起該路段改由西日本高速道路以「油小路線」名義開始營業；新十条通路段則交由京都市府管理並免費開放。
「油小路線」編入既存的第二京阪道路，管轄移轉後成為第二京阪道路的一部份並一元化管理。另外隨著管轄移轉，油小路線路段的正式名稱從「京都市道高速道路2号線」被變更為「一般国道1号 油小路線」。

## 道路規格
- 道路等級 : 第2種第2級
- 設計速度 : 60km/h
  - 出入口: 40km/h
- 車道數 : 4車道（鴨川東出入口-上鳥羽出入口間為暫定2車道）

## 交流道
- 出入口編號欄的背景色為■顯示該部分道路已經啟用，設施名稱欄的背景色為■顯示該部分設施尚未啟用，未通車路段名稱皆為臨時名稱[5]。
- 雖然現時已經編入第二京阪道路，但編入路段的出入口編號仍然沿用阪神高速8號京都線時代的編號。但是，編入路段的出入口稱呼不再使用舊阪神高速8號京都線時代與其他阪神高速路段一致的「出入口」稱呼，改為編入第二京阪道路時與原來的第二京阪道路相同的「交流道」稱呼。
- 全線位於日本京都府京都市內。

| 交流道 編號               | 中文設施名稱   | 日文設施名稱 | 英文設施名稱 | 接續路線名稱                            | 起點 里程 （公里） | 備註                         | 所在地 |
| ------------------------- | -------------- | ------------ | ------------ | --------------------------------------- | ------------------ | ---------------------------- | ------ |
| 8-01                      | 山科出入口     |              |              | 京都府道118號勸修寺今熊野線（新十條通） | 0.0                |                              | 山科區 |
| 8-02                      | 鴨川東出入口   |              |              | 十條通 師團街道                         | 0.6 0.0            | 只限山科方向可以出入         | 伏見區 |
| 8-03                      | 鴨川西出入口   |              |              | 竹田街道                                | 0.6                | 只限第二京阪道路方向可以出入 | 南區   |
| 8-04                      | 上鳥羽出入口   |              |              | 油小路通                                | 2.2                | 只限第二京阪道路方向可以出入 | 南區   |
| 8-06                      | 城南宮北出入口 |              |              | 油小路通                                | 2.7                | 只限山科方向可以出入         | 伏見區 |
| 8-07                      | 城南宮南出入口 |              |              | 油小路通                                | 4.0                | 只限第二京阪道路方向可以出入 | 伏見區 |
| 8-08                      | 伏見出入口     |              |              | 油小路通 京都外環狀線                   | 5.4                | 只限山科方向可以出入         | 伏見區 |
| E89 第二京阪道路 門真方向 |                |              |              |                                         |                    |                              |        |

## 沿革
2008年（平成20年）1月19日上鳥羽出入口～第二京阪道路連接部區間（油小路線）通車、同年6月1日山科出入口～鴨川東出入口區間（新十条通、稻荷山隧道）通車。2011年3月27日鴨川東出入口～上鳥羽出入口區間（油小路線斜久世橋區間）通車、全線正式完工通車。

### 年表
- 1995年（平成7年）
  - 3月 : 山科出入口 - 鴨川東出入口間（新十條通）動工[6]。
- 2000年（平成12年）
  - 1月 : 上鳥羽出入口 - 第二京阪道路連接部區間（油小路線的一部分）動工[7]。
- 2006年（平成18年）
  - 1月 : 十條換氣所内的「京都高速　工事情報館」開放[8]（平成20年7月閉館）。
  - 12月 : 稲荷山隧道西行線貫通[9]。
- 2007年（平成19年）
  - 8月 : 決定路線・隧道名與各出入口名稱。
  - 12月 : 稲荷山隧道東行線貫通。
- 2008年（平成20年）
  - 1月19日 : 上鳥羽出入口 - 第二京阪道路連接部通車[10]。
  - 6月1日 : 山科出入口 - 鴨川東出入口間通車。
  - 11月 : 鴨川東出入口 - 上鳥羽出入口間（油小路線・斜久世橋区間）開工[11]。
- 2011年（平成23年）
  - 3月27日 : 鴨川東出入口 - 上鳥羽出入口間通車。城南宮北出入口 - 第二京阪道路連接部間的最高速度由60km/h改為80km/h[12]。
- 2028年 : 京都南系統交流道通車預定。

## 車道與速限
| 區間                          | 車道 上下線=上行線+下行線 | 速限   |
| ----------------------------- | ------------------------- | ------ |
| 山科 - 鴨川東                 | 4=2+2                     | 60km/h |
| 鴨川東 - 上鳥羽               | 2=1+1                     | 60km/h |
| 上鳥羽 - 城南宮北             | 4=2+2                     | 60km/h |
| 城南宮北 - 第二京阪道路連接部 | 4=2+2                     | 80km/h |

## 交通量
24小時交通量（台）　道路交通調查
| 区間                            | 平成22（2010）年度 | 平成27（2015）年度 |
| ------------------------------- | ------------------ | ------------------ |
| 山科出入口 - 鴨川東出入口       | 2,065              | 7,292              |
| 鴨川東出入口 - 鴨川西出入口     | 調査當時尚未通車   | 5,206              |
| 鴨川西出入口 - 上鳥羽出入口     | 調査當時尚未通車   | 15,615             |
| 上鳥羽出入口 - 城南宮北出入口   | 14,966             | 27,172             |
| 城南宮北出入口 - 城南宮南出入口 | 14,717             | 26,096             |
| 城南宮南出入口 - 伏見出入口     | 17,602             | 30,264             |
| 伏見出入口 - 第二京阪連接部     | 15,648             | 26,434             |

（來源：「平成22年度道路交通調查 （页面存档备份，存于）」・「平成27年度全国道路・街路交通情勢調査 （页面存档备份，存于）」（自国土交通省取得部分資料後作成）

## 脚注
1. ↑  阪神高速８号京都線・第二京阪道路上鳥羽出入口～巨椋池インターチェンジ開通後の交通状況についてPDF 阪神高速株式会社
2. ↑  京都市認定路線網図提供システム （页面存档备份，存于） - 京都市（2012年9月8日閲覧）
3. ↑  独立行政法人日本高速道路保有・債務返済機構と高速道路株式会社との「協定」等について （页面存档备份，存于） - 独立行政法人日本高速道路保有・債務返済機構Webサイト（2017年4月9日閲覧）
4. ↑  平成31年春からの近畿圏の新たな高速道路料金について （页面存档备份，存于） - 西日本高速道路Webサイト（2019年2月3日閲覧）
5. ↑  京都高速道路 油小路線斜久世橋区間PDF（3.0MB）（斜久世橋区間パンフレット） - 阪神高速道路（2009年7月発行、2010年10月5日閲覧）
6. ↑  京都高速道路って？（新十条通） （页面存档备份，存于） - 阪神高速道路（2011年5月13日閲覧）
7. ↑  京都高速道路って？（油小路線） 的存檔，存档日期2013-03-10. - 阪神高速道路（2011年5月13日閲覧）
8. ↑  京都高速 工事情報館パンフレットPDF - 阪神高速道路
9. ↑  新十条通シールドトンネル工事の情報 的存檔，存档日期2007-08-04. - 阪神高速道路
10. ↑  同時、第二京阪道路起點 - 巨椋池IC間通車。
11. ↑  京都高速道路って？（油小路線・斜久世橋区間） 的存檔，存档日期2013-03-09. - 阪神高速道路（2011年5月13日閲覧）
12. ↑  阪神高速道路8号京都線の最高速度規制の見直しについて 的存檔，存档日期2015-10-25. - 阪神高速道路ドライバーズサイト（2010年3月29日閲覧）
13. ↑  路線網図　京都詳細図PDF（5.3MB） - 阪神高速道路ドライバーズサイト（2011年3月29日閲覧）
14. ↑  制限速度区分図 的存檔，存档日期2016-03-04. - 阪神高速道路ドライバーズサイト（2011年3月29日閲覧）

## 關連項目
- 阪神高速道路
- 地域高規格道路

## 外部連結
- 阪神高速道路 ドライバーズサイト（官方網站）
- 阪神高速8号京都線

Template:阪神高速8號京都線